# Доктор Младен
Доктор Младен је југословенски филм из 1975. године. Режирао га је Мидхат Мутапџић, а сценарио је написао Раде Башић.